# Juan Carlos Cardona
Juan Carlos Cardona, född 7 september 1974, är en friidrottare från Colombia. Han deltog vid olympiska sommarspelen 2004, olympiska sommarspelen 2008 och olympiska sommarspelen 2012.